# Wilson Sanabria
Wilson Sanabria Mendoza (* um 1950; † um 30. September 2015 in José Ignacio) war ein uruguayischer Unternehmer und Politiker der Partido Colorado.

## Leben
Sanabria war Eigentümer mehrerer Unternehmen aus der Medienbranche und begann seine politische Laufbahn innerhalb der Partido Colorado Ende der 1960er Jahre während der Amtszeit des Parteivorsitzenden Ginés Cairo Medina.
Bei den Wahlen vom 26. November 1989 wurde Sanabria als Unterstützer von Staatspräsident Julio María Sanguinetti für das Foro Batllista der Partido Colorado zum Mitglied der Abgeordnetenkammer (Cámara de Representantes) gewählt und gehörte dieser zunächst vom 15. Februar 1990 bis zum 14. Februar 1995 an.
Nach dem Rücktritt von Walter Belvisi rückte er am 4. April 1995 als Mitglied des Senats (Cámara de Senadores) nach und wurde 1999 Erster Vizepräsident des Senats. Bei den Wahlen vom 31. Oktober 1999 wurde er wieder zum Senator gewählt und wurde 2003 abermals Erster Vizepräsident des Senats. Er verzichtete auf eine erneute Kandidatur bei den Wahlen am 31. Oktober 2004 an und schied somit am 14. Februar 2005 aus dem Senat aus.
Aus der Ehe Sanabrias mit Esmeralda Barrios Fígolí gingen drei Kinder hervor, darunter Francisco Sanabria, der als Vertreter der Partido Colorado ebenfalls Mitglied der Abgeordnetenkammer ist.